# W. L. G. Joerg
Wolfgang Louis Gottfried Joerg (* 6. Februar 1885 in New York City; † 7. Januar 1952 in Washington, D.C.) war ein US-amerikanischer Geograf und Kartograf. Sein Spezialgebiet war die Geografie der arktischen und antarktischen Regionen. Von 1937 bis zu seinem Tod bekleidete er das Amt des leitenden Archivars der kartografischen Sammlung der National Archives and Records Administration.

## Leben
Joerg kam als Sohn des aus Deutschland stammenden Physikers Oswald Joerg und dessen aus der Schweiz immigrierten Frau Denise (geborene Coulin) im New Yorker Stadtteil Brooklyn zur Welt. Bereits im Alter von 14 Jahren machte er seinen Schulabschluss an der Brooklyn Polytechnic Preparatory School. Da ihm in den Vereinigten Staaten keine Gelegenheit geboten wurde, seinem Interesse für die Geografie nachzugehen, setzte er seine Ausbildung zwischen 1901 und 1904 an der Thomasschule zu Leipzig fort. Nach einem Jahr an der Columbia University kehrte er nochmals nach Deutschland zurück und studierte von 1906 bis 1911 Geografie an der Universität Göttingen. Dort gehörte Ludwig Mecking (1879–1952) zu seinen Dozenten.
Nach seinem Universitätsabschluss wurde er Mitglied der American Geographical Society. Er arbeitete zunächst als Assistent, zwischen 1916 und 1920 dann als Mitherausgeber neben Cyrus C. Adams (1849–1928) für den Geographical Review, der wissenschaftlichen Zeitschrift der Gesellschaft. Danach war er als Redakteur und Publizist für dieses Organ tätig und festigte in dieser Zeit seinen Ruf als Kapazität auf dem Gebiet arktischer und antarktischer Regionen. Obwohl er selbst nie eine dieser Regionen persönlich besucht hatte, war Joerg Berater für die geografischen Forschungsprogramme der ersten beiden Antarktisexpeditionen (1928–1930 und 1933–1935) des US-amerikanischen Polarforschers Richard Evelyn Byrd sowie der United States Antarctic Service Expedition (1939–1941). In seiner Zeit bei der National Archives and Records Administration war Joerg maßgeblich an der Auswertung geodätischer Vermessungsdaten und Luftaufnahmen zur Positionsbestimmung zahlreicher geografischer Objekte in der Antarktis beteiligt. Er war Vorsitzender des Komitees zur Vergabe von Ortsnamen in der Antarktis des United States Board on Geographic Names und gehörte von 1947 bis zu seinem Tod der Nachfolgeorganisation an, dem Advisory Committee on Antarctic Names.
W. L. G. Joerg starb 1952 in Washington D.C. im Alter von 66 Jahren an einer Hirnblutung. Ihm zu Ehren ist in der Antarktis die Joerg-Halbinsel und das Joerg-Plateau benannt.